# National Museum of Naval Aviation

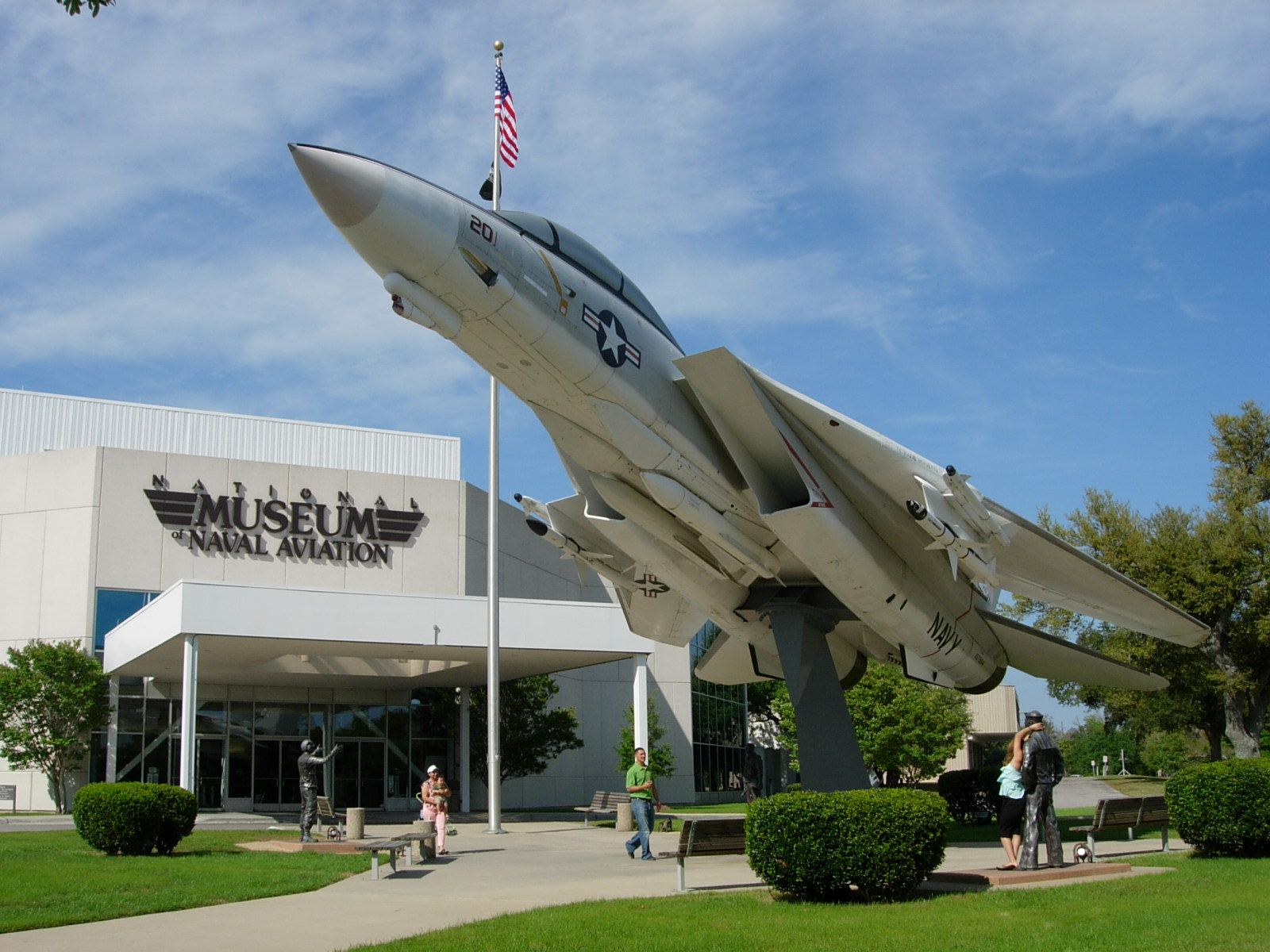
Główne wejście do muzeum

National Naval Aviation Museum (Narodowe Muzeum Lotnictwa Morskiego) – amerykańskie muzeum lotnictwa zlokalizowane na terenie bazy Naval Air Station Pensacola na Florydzie. W muzeum prezentowane są eksponaty poświęcone historii lotnictwa morskiego United States Navy, United States Marine Corps oraz United States Coast Guard.

## Historia

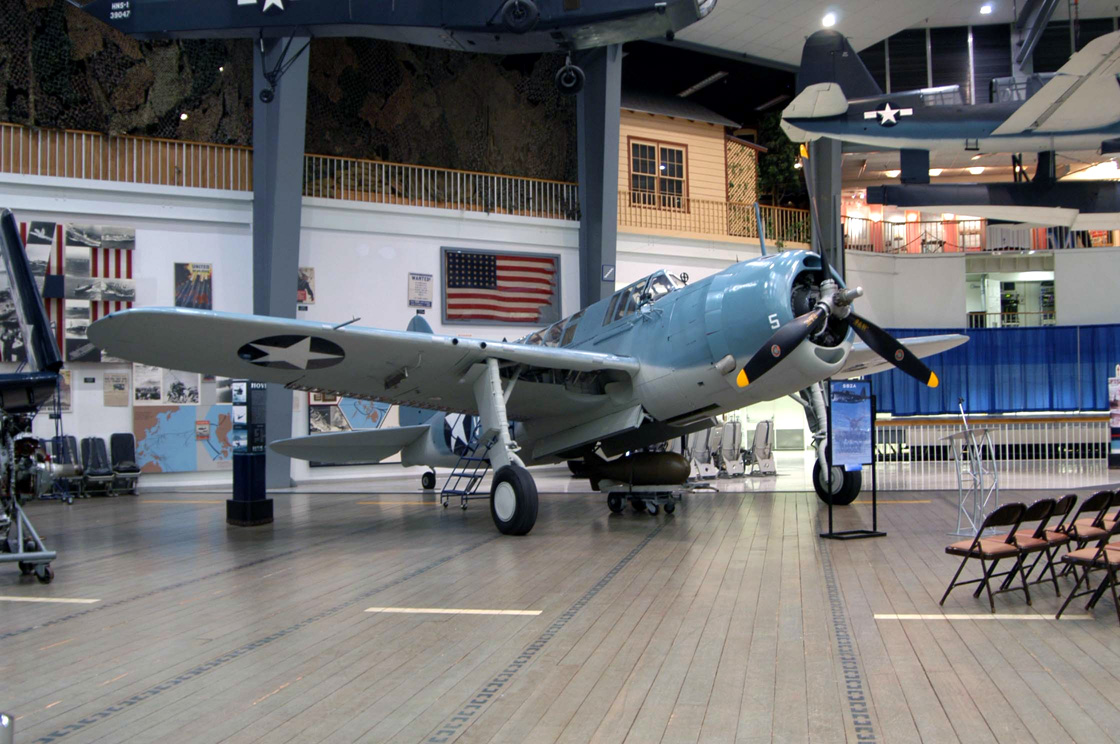
Brewster SB2A Buccaneer

Inicjatorem założenia muzeum był komandor US Navy Magruder H. Tuttle. Jego celem było powstanie niewielkiego muzeum poświęconego historii lotnictwa morskiego, które mogłoby stać się elementem programu szkolenia pilotów marynarki. Pomysł nie znalazł uznania w oczach przełożonych z Waszyngtonu, którzy nie widzieli możliwości finansowania przedsięwzięcia ze środków sił zbrojnych a zabieganie o fundusze na tego typu działalność przez aktywny personel sił zbrojnych nie wchodził w grę. Będąc już kontradmirałem, Tuttle zainteresował swoim pomysłem Asystenta Sekretarza Marynarki Wojennej Stanów Zjednoczonych Paula Faya, który zaakceptował pomysł kontradmirała. Z poparciem Faya muzeum zostało formalnie utworzone 14 grudnia 1962 roku na terenie bazy Naval Air Station Pensacola na Florydzie. Początkowo baza udostępniła muzeum niewielki drewniany budynek pamiętający jeszcze czasy II wojny światowej o powierzchni około 790 m². 8 czerwca 1963 roku muzeum zostało oficjalnie otwarte a jego pierwszym dyrektorem został komandor James McCurtain. W budynku jednorazowo można było eksponować osiem maszyn i już rok później stało się jasne, że muzeum potrzebuje więcej miejsca i nowego budynku. 5 grudnia 1966 roku założono Naval Aviation Museum Association (Stowarzyszenie Muzeum Lotnictwa Morskiego), na którego czele stanął emerytowany admirał Arthur W. Radford. Jako że była to prywatna inicjatywa, stowarzyszenie mogło bez przeszkód ze strony wewnętrznych przepisów marynarki wojennej zająć się  zbieraniem środków na utrzymanie, konserwacje i rozwój muzeum. W połowie lat 70. otwarto nowy budynek o powierzchni ponad 6000 m². Jednak i w nim mógł się pomieścić ułamek zebranych eksponatów. Obecnie budynki muzealne zajmują powierzchnie ponad 28 500 m² a ekspozycja na wolnym powietrzu kolejne 150 000 m². 

## Eksponaty

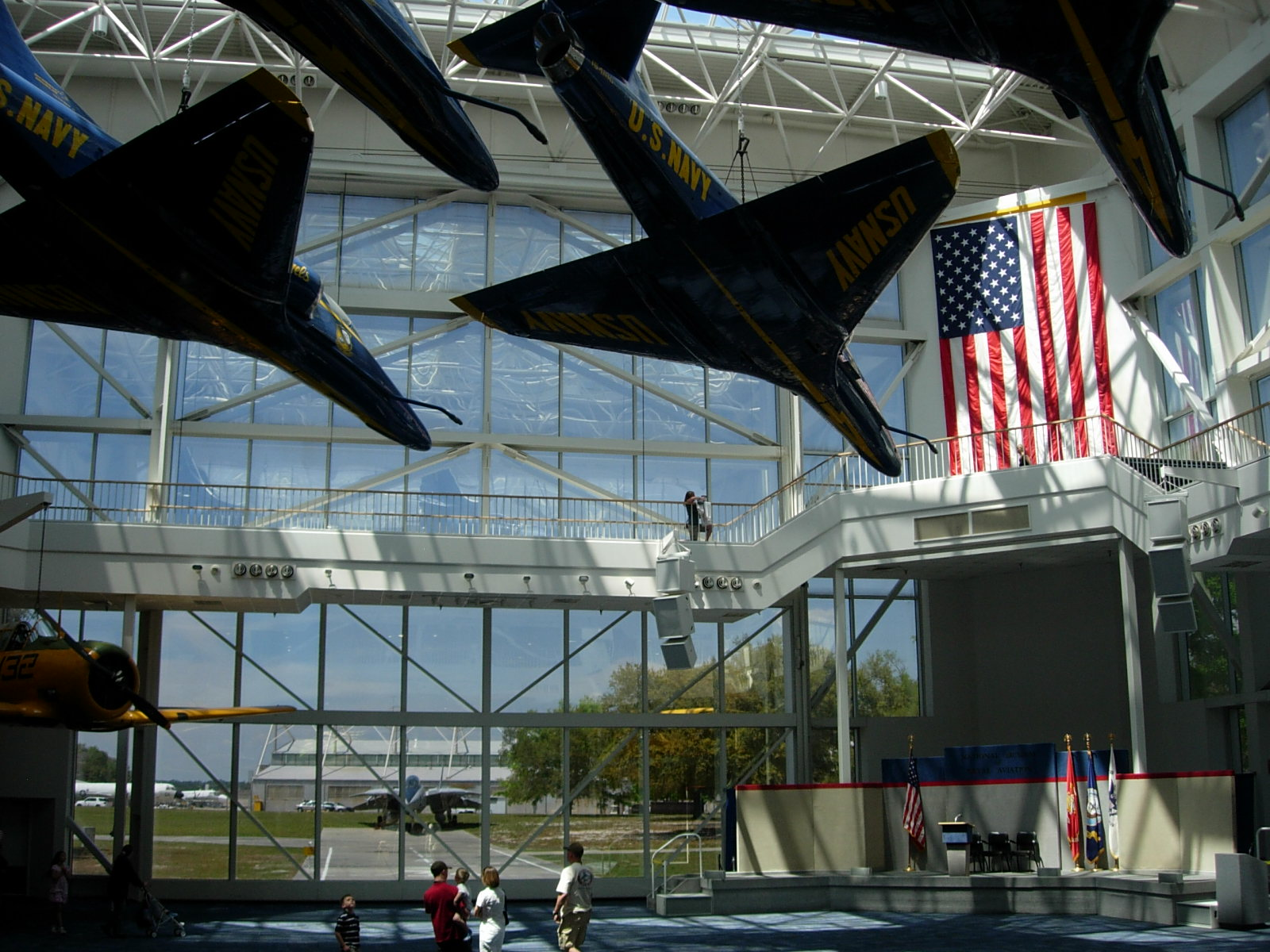
Blue Angel Atrium

W muzeum wystawiane jest ponad 150 samolotów i śmigłowców. Prezentowane są również pamiątki związane z lotnictwem morskim, wyposażenie osobiste załóg, silniki lotnicze, uzbrojenie. W istniejącej na terenie muzeum bibliotece zgromadzono oryginalne dokumenty, zdjęcia i książki. W południowym skrzydle budynku prezentowane są eksponaty z pionierskich czasów lotnictwa morskiego. Wśród nich odrestaurowany Curtiss NC-4, pierwszej maszyny, która przeleciała nad Atlantykiem oraz replika pierwszego samolotu należącego do US Navy, Curtiss A-1 Triad. W tym samym skrzydle prezentowane są również samoloty z czasów I wojny światowej oraz maszyny używane przez amerykańską marynarkę we wczesnych latach Zimnej Wojny. W zachodnim skrzydle można zobaczyć ekspozycję poświęconą II wojnie światowej. Między innymi przekrój latającej łodzi Consolidated PBY Catalina ukazujący całe wnętrze samolotu. W muzeum znajduje się również jedyny, zachowany do dziś egzemplarz samolotu Consolidated PB2Y Coronado. Dokładnie tą maszyną admirał Chester Nimitz poleciał do Japonii aby złożyć swój podpis na akcie bezwarunkowej kapitulacji Cesarstwa Japonii. W muzeum odtworzono również fragment pokładu startowego wraz z nadbudówką lotniskowca USS Cabot (CVL-28). W części muzeum urządzono Blue Angel Atrium, poświęcone zespołowi akrobacyjnemu marynarki Blue Angels. Baza w Pensacola jest miejscem stacjonowania zespołu. Dodatkową atrakcją dla zwiedzających może być obserwowanie pilotów marynarki podczas ich treningów. W głównym budynku znajdują się również dwa, celowo nieodrestaurowane eksponaty. Maszyny Douglas SBD Dauntless i Grumman F4F Wildcat prezentowane są dokładnie w takim stanie, w jakim znaleziono je na dnie jeziora Michigan. W kolejnym budynku muzeum zwiedzający mogą zobaczyć maszyny „prezydenckie”. Marine One, którym jest śmigłowiec Sikorsky VH-3 oraz nietypowy jak na funkcję do których został zaprojektowany, samolot Lockheed S-3 Viking. Na pokładzie Vikinga prezydent Stanów Zjednoczonych George W. Bush przybył 1 maja 2003 roku na lotniskowiec USS Abraham Lincoln (CVN-72) aby ogłosić zakończenie wojny w Iraku. Podczas lotu z głową państwa S-3 otrzymał przysługujący mu w takiej sytuacji kryptonim Navy One. Poza samolotami i śmigłowcami w muzeum znajdują się również eksponaty poświęcone podbojowi przestrzeni kosmicznej, w którym uczestniczyli piloci marynarki i piechoty morskiej.